# Ampuis
Ampuis is een gemeente in het Franse departement Rhône (regio Auvergne-Rhône-Alpes). De plaats maakt deel uit van het arrondissement Lyon. Ampuis telde op 1 januari 2022 2.760 inwoners.
Bezienswaardig is het Château d'Ampuis.

## Geografie
De oppervlakte van Ampuis bedroeg op 1 januari 2022 15,57 vierkante kilometer; de bevolkingsdichtheid was toen 177,3 inwoners per km².

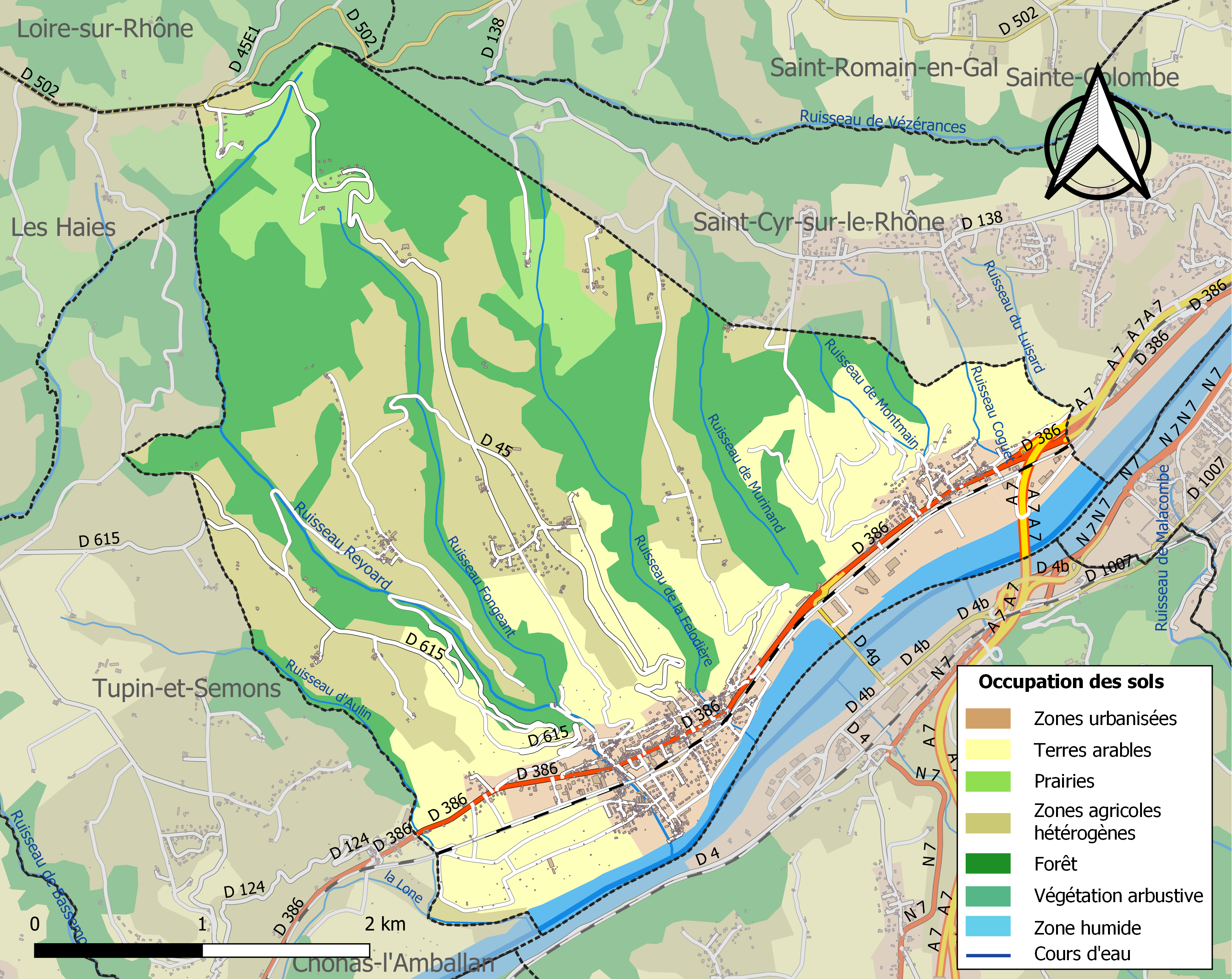
Kaart van de gemeente met de belangrijkste infrastructuur, bodemgebruik en omliggende gemeenten

## Demografie
Onderstaande figuur toont het verloop van het inwonertal (bron: INSEE-tellingen).